# Ueda Teijirō

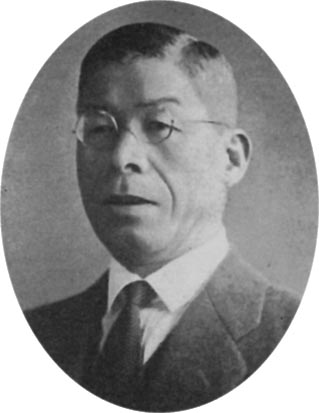
Ueda Teijirō

Ueda Teijirō (japanisch 上田 貞次郎; geboren 12. Mai 1879 in Tokio; gestorben 8. Mai 1940 daselbst) war ein japanischer Wirtschaftswissenschaftler.

## Leben und Wirken
Ueda Teijirō machte 1900 seinen Studienabschluss an der „Tōkyō Higher Commercial School“ (東京高等商業学校, Tōkyō shōgyō kōtō gakkō) und wurde 1905 Lehrer an seiner Alma Mater. Von 1905 bis 1909 bildete er sich in England und Deutschland weiter, 1913 war er noch einmal in England. 1930 wurde seine Hochschule zur Hitotsubashi-Universität und Uchida damit Professor. 1937 wurde er Präsident der Universität. Er war daneben die führende Persönlichkeit der „Dai-Nihon keiei gakkei“ (大日本経営学会), einer akademischen Gesellschaft für das Managementwesen vor dem Zweiten Weltkrieg.
Zu den internationalen Aktivitäten Uchidas gehört seine Teilnahme als Regierungsvertreter an der „1. Internationalen Arbeiterkonferenz“ 1919 und an der „Internationalen Wirtschaftskonferenz“ 1927.
Unter Uedas Publikationen sind zu erwähnen: „Shōkō Keiei“ (商工経営) – „Management von Handel und Betrieben“ 1930, „Kabushiki kaisha keizai-ron“ (株式会社経済論) – „Aktiengesellschaften in der Wirtschaftstheorie“ 1937, und „Keiei Keizaigaku sōron“ (経営経済学総論) „Allgemeine Theorie des Wirtschaftsmanagements“ 1937.
1927 wurde Ueda Mitglied der Akademie der Wissenschaften. Der Wirtschaftswissenschaftler Masuji Yōjirō (1896–1945) war einer seiner Schüler.